# Dallas/Fort Worth International Airport
Dallas/Fort Worth International Airport is het drukste vliegveld van Texas. Het ligt tussen de steden Dallas en Fort Worth. Het is in 2011 ook het op twee na drukste vliegveld ter wereld qua vliegbewegingen, en gemeten naar aantallen passagiers het op zeven na drukste. In 2006 reisden er 60.079.107 passagiers via dit vliegveld. Vanuit Dallas/Fort Worth zijn er 129 Amerikaanse bestemmingen en 36 internationale bestemmingen direct bereikbaar. 
Het vliegveld werd op 13 januari 1974 geopend. 
Voor de luchtvaartmaatschappij American Airlines is dit de belangrijkste hub.